# 마스다정 (시마네현)
마스다정(益田町)은 시마네현 미노군에 있던 정이다. 현재의 마스다시에 해당한다.

## 역사
- 1889년 4월 1일 - 정촌제 시행으로, 미노군 마스다혼고촌이 단독으로 마스다정(益田町)으로 발족.
- 1941년 2월 11일 - 미노군 마스다정, 요시다정, 다카쓰정이 합병하여 이와미정(石見町)이 신설, 마스다정이 폐지됨.
- 1943년 7월 15일 - 이와미정이 마스다정(益田町)으로 개칭.
- 1952년(昭和27年)8월 1일 - 미노군 야스다촌, 기타센도촌, 도요카와촌, 도요타촌, 다카기촌, 오노촌, 나카니시촌과 합병하여 마스다시를 신설, 마스다정이 폐지됨.